# LOCAL (CP/J)
LOCAL – polecenie nierezydentne systemu CP/J, zlecające nadanie określonemu plikowi atrybutów DIR i R/W.
Dyrektywa ta ma następującą postać:
LOCAL [X:]nazwa jednoznacznanadanie konkretnemu, pojedynczemu plikowi, z bieżącego katalogu lub (jeżeli podano) z napędu X:, atrybutów DIR i R/W
Powyższe atrybuty określają warunki dostępu do pliku:
DIRplik katalogowy – zwykły – niesystemowy, nazwa takiego pliku jest wyświetlana na liście katalogu dyskietki (w przeciwieństwie do pliku z atrybutem SYS)
R/Wplik bez ograniczeń dostępu, a więc taki który można usunąć bądź modyfikować (w przeciwieństwie do pliku z atrybutem R/O).
Jeżeli plik przed wydaniem tej dyrektywy miał przypisane atrybuty przeciwstawne, tj. SYS i R/O; to plik z nowo nadanymi atrybutami: DIR i R/W; zostanie przypisany do obszaru użytkownika, który wydał dyrektywę LOCAL.